# Sunline
Sunline (1995 - 1 mei 2009) was een Nieuw-Zeelands volbloed renpaard.
Sunline was 's werelds meestverdienende vrouwelijke renpaard van haar tijd. Totaal bracht het paard $ 11.351.607 op. Ze won races in drie verschillende landen, Australië, Nieuw-Zeeland en Hongkong. Ze won ook tweemaal de zwaarste eenmijlsrace in Australië, de Doncaster Handicap, eenmaal als 3-jarige en daarna als 6-jarige. Ze kreeg viermaal de titel Nieuw-Zeelands Paard van het Jaar en is het enige paard dat ooit het Australische Paard van het jaar kampioenschap drie keer won. 
Ze overleed op 1 mei 2009 op 13-jarige leeftijd aan hoefbevangenheid. Ze is begraven op Ellerslie Racecourse in Auckland.

## Racerecord
| Jaar | Race                   | Track         | Afstand (m) | Gewicht (kg) | Jockey      |
| ---- | ---------------------- | ------------- | ----------- | ------------ | ----------- |
| 1998 | AJC Flight Stakes      | Randwick      | 1600        | 54           | L.V.Cassidy |
| 1999 | AJC Doncaster Handicap | Randwick      | 1600        | 52           | L.V.Cassidy |
| 1999 | MVRC W.S.Cox Plate     | Moonee Valley | 2040        | 54           | G.J. Childs |
| 2000 | STC Coolmore Classic   | Rosehill      | 1500        | 60           | G.J. Childs |
| 2000 | AJC All Aged Stakes    | Randwick      | 1600        | 55.5         | G.J.Childs  |
| 2000 | MVRC Manikato Stakes   | Moonee Valley | 1200        | 55           | G.J.Childs  |
| 2000 | MVRC W.S.Cox Plate     | Moonee Valley | 2040        | 55.5         | G.J.Childs  |
| 2000 | HKJC Hong Kong Mile    | Sha Tin       | 1600        | 56           | G.J.Childs  |
| 2001 | WaRC Waikato Sprint    | Te Rapa       | 1400        | 56           | G.J.Childs  |
| 2002 | WaRC Waikato Sprint    | Te Rapa       | 1400        | 56           | G.J.Childs  |
| 2002 | STC Coolmore Classic   | Rosehill      | 1500        | 60           | G.J.Childs  |
| 2002 | AJC Doncaster Handicap | Randwick      | 1600        | 58           | G.J.Childs  |
| 2002 | AJC All Aged Stakes    | Randwick      | 1600        | 55.5         | G.J.Childs  |